# An Sgarsoch
Der An Sgarsoch ist ein als Munro und Marilyn eingestufter, 1.006 m (3.301 ft) hoher Berg in Schottland. Sein gälischer Name kann in etwa mit Platz der scharfen Felsen übersetzt werden.

## Beschreibung
Er liegt auf der Grenze zwischen den Council Areas Perth and Kinross und Aberdeenshire in den Grampian Mountains rund 25 Kilometer nördlich von Blair Atholl und 20 Kilometer südwestlich von Braemar in einer weitgehend unbewohnten Berglandschaft. Der An Sgarsoch zählt, wie auch der westlich benachbarte, 994 Meter hohe Càrn an Fhidhleir, aufgrund seiner Lage weit abseits öffentlicher Straßen und Siedlungen zu den entlegensten Munros. Beide Berge sind Teil einer Bergkette, die sich in Ost-West-Richtung zwischen dem nördlich liegenden Tal des Geldie Burn, eines Nebenflusses des Dee, und dem südlich liegenden Tal des Tarf Water, einem der Quellflüsse des River Tilt, der zum Flusssystem des Tay gehört, erstreckt. 

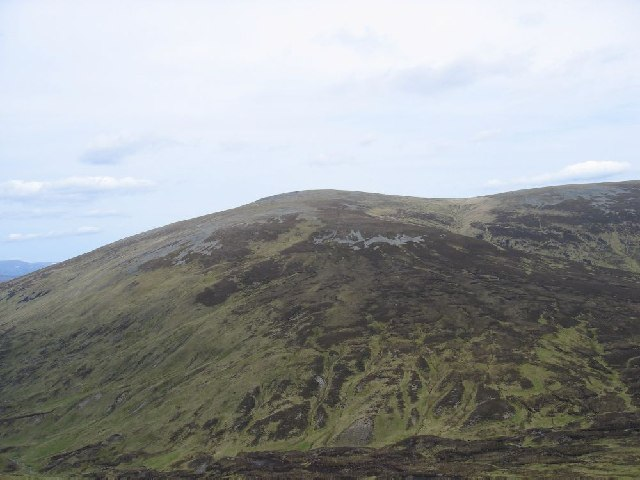
Blick von Westen zum An Sgarsoch
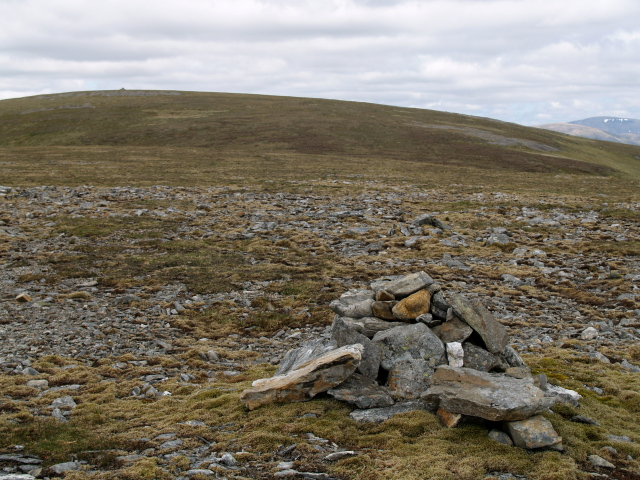
Der 967 Meter hohe Südgipfel des An Sgarsoch, Blick über das breite Plateau zum nördlich liegenden Hauptgipfel
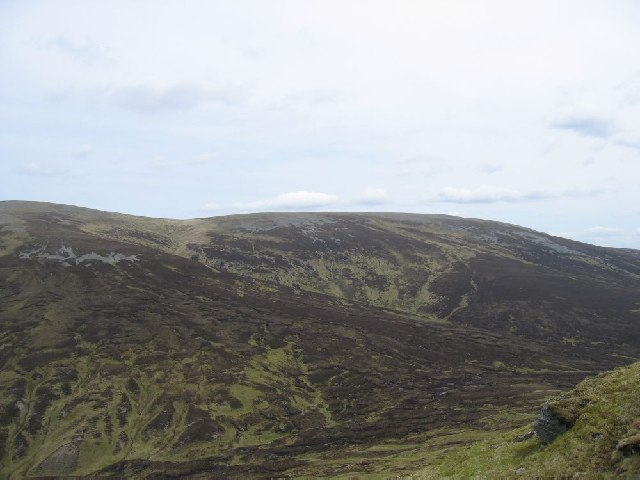
Der Bealach zwischen An Sgarsoch und Càrn an Fhidhleir

Der An Sgarsoch weist ein breites flaches Gipfelplateau auf, auf dem sich insgesamt drei Gipfel befinden und das nach Süden „U“-förmig das An Glas Choire umschließt. Im Nordwesten liegt der höchste Punkt des Berges, von dem aus ein breiter Südgrat bis zum 967 Meter hohen Südgipfel führt. Südlich an diesen schließt sich der 854 Meter hohe Vorgipfel Sròn na Macranaich an. Östlich des Hauptgipfels liegt der dritte, 954 Meter hohe Gipfel des An Sgarsoch. Von diesem aus senkt sich ein Grat östlich des An Glas Choire bis auf 858 Meter ab, gefolgt vom 882 Meter hohen Vorgipfel Carn Greannach. Der Hauptgipfel weist außerdem drei kurze breite Grate auf, die nach Westen, Nordwesten und Nordosten verlaufen, ein weiterer Grat nach Osten schließt sich an den 954 Meter hohen dritten Gipfel des An Sgarsoch an. Auf fast allen Seiten weist der Berg moderate Steigungen auf und wird von Moor- und Heideflächen dominiert, die in höheren Lagen in weite Steinfelder übergehen.
Aufgrund seiner entlegenen Lage erfordert der An Sgarsoch für Munro-Bagger aus allen Richtungen sehr lange Anmärsche und ist kaum ohne Unterwegs-Übernachtung zu besteigen. Die meisten Munro-Bagger kombinieren die Tour mit der Besteigung des benachbarten Càrn an Fhidhleir, zu dem ein Übergang über den Westgrat und einen anschließenden, auf 710 Metern liegenden Bealach möglich ist. Von Braemar ist der Berg über das Tal des Dee und des Geldie Burn zu erreichen, Ausgangspunkt ist das Ende der Fahrstraße bei den Linn of Dee. Aus dem Tal des Geldie Burn führt der Zustieg über den Nordwestgrat zum Hauptgipfel. Aus Richtung Süden ist Blair Atholl der Ausgangspunkt für diese rund 30 Kilometer lange Tour, von dort aus kann über das Glen Tilt und das Tal des Tarf Water der Südgrat erreicht werden. Auf dieser Seite besteht mit der Bothy Fèith Uaine eine Übernachtungsmöglichkeit. Ebenfalls einen sehr langen Anmarsch erfordert der Weg aus Richtung Norden durch das Glen Feshie, ein südlich von Aviemore abzweigendes Seitental des River Spey.

## Geschichte
Erstmals erwähnt wurde der An Sgarsoch bereits 1654 in dem von Joan Blaeu erstellten ersten Atlas Schottlands. Im 18. Jahrhundert war der Berg aufgrund seiner Grenzlage zwischen Perthshire und Aberdeenshire Schauplatz regelmäßiger Viehmärkte und Treffpunkt von Viehtreibern. In dieser Zeit waren die umliegenden Täler dichter besiedelt als heute, erst die Highland Clearances führten dazu, dass die Umgebung des Berges in weitem Umkreis so gut wie unbesiedelt ist.
Sein Name leitet sich von schottisch-gälisch sgòr („scharfer Fels“) ab.